# Aeroportul Ōmura
Aeroportul Ōmura (IATA: OMJ, ICAO: RJDU) este un aeroport din Prefectura Nagasaki, Japonia.
aeroportul dispune de o singură pistă.